# 유종겸
유종겸 (柳種兼, 1956년 9월 14일 ~)은 전 KBO 리그 MBC 청룡, LG 트윈스의 투수이다.

## 출신학교
- 서울장충초등학교
- 장충중학교
- 장충고등학교
- 중앙대학교 (1975학번)